# Palivere
Koordinaten: 58° 58′ N, 23° 53′ O
Palivere (deutsch Pallifer) ist ein Dorf (estnisch küla) in der Landgemeinde Lääne-Nigula im Kreis Lääne in Estland. Bis 2013 gehörte es zur mittlerweile aufgelösten Landgemeinde Taebla.

## Einwohnerschaft und Lage
Der Ort hat 654 Einwohner (Stand 31. Dezember 2011). Seine Fläche beträgt 1,4 km². Das Dorf liegt 20 Kilometer nordöstlich der Landkreishauptstadt Haapsalu.
Der Berg Pikajalamägi ist mit 51 m die höchste Erhebung der Gegend. Auf der Spitze befindet sich eine Skisprung-Schanze.

## Geschichte
Die heutige Siedlung entstand vor allem in den 1920er Jahren um das Bahnhofsgebäude herum, das nach der Einweihung der Bahnstrecke zwischen Keila und Haapsalu (1906) errichtet wurde.
Während der sowjetischen Besetzung Estlands wuchs die Einwohnerzahl stark an, als in Palivere eine Fabrik für die Herstellung von Baumaterialien entstand. Neben der Landwirtschaft spielen auch heute noch die metall- und holzverarbeitende Industrie sowie die Glasherstellung eine wichtige wirtschaftliche Rolle.

## Gut von Palivere

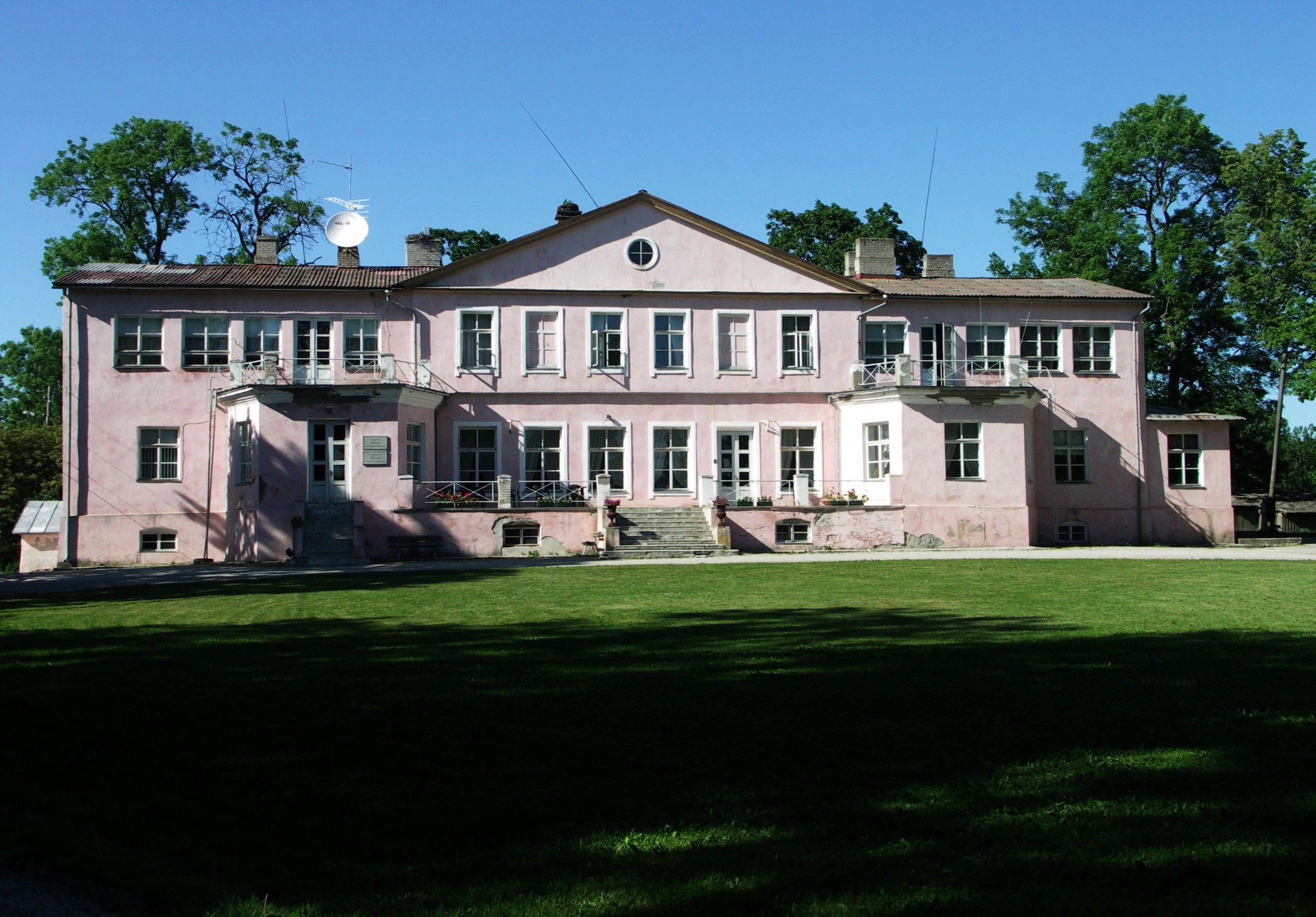
Historisches Herrenhaus von Palivere

Das Gut von Palivere wurde erstmals 1493 urkundlich erwähnt. Im 16. Jahrhundert gehörte es der märkisch-westfälischen Adelsfamilie Ovelacker. Im 18. Jahrhundert der Familie von Berg, ab 1794 der Familie Pilar von Pilchau. 1909 fiel es für 10 Jahre an den Deutsch-Balten Woldemar Karl von Hunnius. Der estnische Staat enteignete das Gut im Zuge der Landreform 1919.
Das in der ersten Hälfte des 19. Jahrhunderts fertiggestellte Herrenhaus wurde im Stil des frühen Klassizismus errichtet. Es war ursprünglich nur im Mittelteil zweigeschossig. In der zweiten Hälfte des 19. Jahrhunderts wurden die Treppenhäuser und eine Veranda hinzugefügt. Mehrere Umbauten stammen aus der Zeit nach 1960.
Von 1923 bis 1960 war in dem Gebäude ein Kindergarten untergebracht, anschließend ein Internat. Seit 1992 dient das Herrenhaus als Kinder- und Jugendheim. Daneben können Gäste in dem Haus Hotelzimmer mieten.
Das Anwesen wird von einem fünf Hektar großen Park umgeben. Er steht unter Naturschutz.